# G214 (China)
De G214 of Chinese nationale weg 214 is een nationale weg in de Volksrepubliek China die loopt van Xining in de provincie Qinghai naar Jinghong in de Dai autonome prefectuur Xishuangbanna in de provincie Yunnan. De weg heeft een lengte van 3.265 km.

## Route en afstand
| Stad/arrondissement | afstand (km) |
| ------------------- | ------------ |
| Xining, Qinghai     | 0            |
| Huangyuan, Qinghai  | 49           |
| Gonghe, Qinghai     | 142          |
| Madoi, Qinghai      | 484          |
| Yushu, Qinghai      | 821          |
| Nangchen, Qinghai   | 1021         |
| Riwoche, Tibet      | 1215         |
| Chamdo, Tibet       | 1320         |
| Dzogang, Tibet      | 1598         |
| Markham, Tibet      | 1756         |
| Deqin, Yunnan       | 1978         |
| Shangri-La, Yunnan  | 2162         |
| Jianchuan, Yunnan   | 2344         |
| Dali, Yunnan        | 2470         |
| Midu, Yunnan        | 2526         |
| Nanjian, Yunnan     | 2570         |
| Yunxian, Yunnan     | 2734         |
| Lincang, Yunnan     | 2820         |
| Shuangjiang, Yunnan | 2920         |
| Lancang, Yunnan     | 3084         |
| Menghai, Yunnan     | 3203         |
| Jinghong, Yunnan    | 3256         |

G010 
· G015 
· G020 
· G025 
· G030 
· G035 
· G040 
· G045 
· G050 
· G055 
· G065 
· G075

G101 
· G102 
· G103 
· G104 
· G105 
· G106 
· G107 
· G108 
· G109 
· G110 
· G111 
· G112

G201 
· G202 
· G203 
· G204 
· G205 
· G206 
· G207 
· G208 
· G209 
· G210 
· G211 
· G212 
· G213 
· G214 
· G215 
· G216 
· G217 
· G218 
· G219 
· G220 
· G221 
· G222 
· G223 
· G224 
· G225 
· G226 
· G227 
· G228 
· G229 
· G230 
· G231 
· G232 
· G233 
· G234 
· G235 
· G236 
· G237 
· G238 
· G239 
· G240 
· G241 
· G242 
· G243 
· G244 
· G245 
· G246 
· G247 
· G248

G301 
· G302 
· G303 
· G304 
· G305 
· G306 
· G307 
· G308 
· G309 
· G310 
· G311 
· G312 
· G313 
· G314 
· G315 
· G316 
· G317 
· G318 
· G319 
· G320 
· G321 
· G322 
· G323 
· G324 
· G325 
· G326 
· G327 
· G328 
· G329 
· G330 
· G331 
· G332 
· G333 
· G334 
· G335 
· G336 
· G337 
· G338 
· G339 
· G340 
· G341 
· G342 
· G343 
· G344 
· G345 
· G346 
· G347 
· G348 
· G349 
· G350 
· G351 
· G352 
· G353 
· G354 
· G355 
· G356 
· G357 
· G358 
· G359 
· G360 
· G361

G501 
· G502 
· G503 
· G504 
· G505 
· G506 
· G507 
· G508 
· G509 
· G510 
· G511 
· G512 
· G513 
· G514 
· G515 
· G516 
· G517 
· G518 
· G519 
· G520 
· G521 
· G522 
· G523 
· G524 
· G525 
· G526 
· G527 
· G528 
· G529 
· G530 
· G531 
· G532 
· G533 
· G534 
· G535 
· G536 
· G537 
· G538 
· G539 
· G540 
· G541 
· G542 
· G543 
· G544 
· G545 
· G546 
· G547 
· G548 
· G549 
· G550 
· G551 
· G552 
· G553 
· G554 
· G555 
· G556 
· G557 
· G558 
· G559 
· G560 
· G561 
· G562 
· G563 
· G564 
· G565 
· G566 
· G567 
· G568 
· G569 
· G570 
· G571 
· G572 
· G573 
· G574 
· G575 
· G576 
· G577 
· G578 
· G579 
· G580 
· G581 
· G601 
· G602 
· G603 
· G604 
· G605 
· G606 
· G607 
· G608 
· G609 
· G610 
· G611 
· G612 
· G613 
· G614 
· G615 
· G616 
· G617 
· G618 
· G619 
· G620 
· G621 
· G622 
· G623 
· G624 
· G625 
· G626 
· G627 
· G628 
· G629 
· G630 
· G631 
· G632 
· G633 
· G634 
· G635 
· G636 
· G637 
· G638 
· G639 
· G640 
· G641 
· G642 
· G643 
· G644 
· G645 
· G646 
· G647 
· G648 
· G649 
· G650 
· G651 
· G652 
· G653 
· G654 
· G655 
· G656 
· G657 
· G658 
· G659 
· G660 
· G661 
· G662 
· G663 
· G664 
· G665 
· G666 
· G667 
· G668 
· G669 
· G670 
· G671 
· G672 
· G673 
· G674 
· G675 
· G676 
· G677 
· G678 
· G679 
· G680 
· G681 
· G682 
· G683 
· G684 
· G685 
· G686 
· G687 
· G688 
· G689 
· G690 
· G691 
· G692 
· G693 
· G694 
· G695 
· G696 
· G697 
· G698 
· G699 
· G700 
· G701